# Gärtner (Familienname)
Gärtner oder Gaertner ist ein deutscher Familienname.

## Herkunft und Bedeutung
Der Name ist Berufsname zu mittelhochdeutsch gartenære, gartnære, gertenære, gertnære, mittelniederdeutsch gardenere, siehe Gärtner.

## Varianten
- Gardener (englisch)
- Gardiner (englisch)
- Gardner (englisch)

## Namensträger

### A
- Adolf Gärtner (1867–1937), deutscher Filmregisseur
- Adolf Hartmut Gärtner (1916–2017), deutscher Studiendirektor und Kirchenmusikdirektor
- Adrian Gaertner (1876–1945), deutscher Bergbaumanager
- Albert Gärtner (1929/1930–2003), deutscher ADMV-Funktionär
- Alexandra Gärtner (* 1973), deutsche Fußballspielerin
- Alfons Gärtner (1908–1938), deutscher römisch-katholischer Geistlicher, Steyler Missionar und Märtyrer
- Alfred Gaertner (1930–2011), deutscher Politiker (SPD)
- Alphons Gaertner (1892–1949), deutscher Politiker (DDP/LDPD), MdL Thüringen
- Andreas Gärtner (Handrij Zahrodnik; 1654–1727), deutscher Naturwissenschaftler und Erfinder
- Andreas Gärtner (1744–1826), deutscher Architekt, siehe Johann Andreas Gärtner
- Anna Gärtner, Pseudonym von Käthe Leichter (1895–1942), österreichische Gewerkschafterin und Autorin sozialpolitischer Werke
- August Gärtner (1848–1934), deutscher Mediziner und Mikrobiologe
- August Gottlieb von Gärtner (1738–1807), deutscher Verwaltungsbeamter und Kirchenfunktionär
- Axel Gärtner (* 1956), deutscher Schauspieler

### B
- Balduin Gärtner (1859–1954), deutscher Lehrer, Heimatdichter und Volkskundler
- Barbara Gärtner (* 1966), deutsche Mikrobiologin, Virologin, Epidemiologin und Hochschullehrerin
- Bernard Gaertner (1881–1938), deutscher Maler
- Bernd Gaertner (* 1946), deutscher katholischer Theologe
- Bernd Gärtner (* 1966), deutscher Informatiker und Hochschullehrer
- Bernhard Gärtner (* vor 1964), deutscher Sänger (Tenor) und Dirigent
- Bernhard August Gärtner (1719–1793), deutscher Verwaltungsjurist und Regierungsbeamter
- Bert Matthias Gärtner (* 1954/55), deutscher Geschäftsführer und Laienrichter
- Bertil Gärtner (1924–2009), schwedischer Geistlicher, Bischof von Göteborg
- Bertram Maxim Gärtner (* 1987), deutscher Schauspieler
- Birgit Gärtner (* 1969), deutsche Rechtswissenschaftlerin und Beamtin

### C
- Carl von Gaertner (1794–1840), preußischer Landrat
- Carl Gärtner (Lehrer) (1821–1875), deutscher Lehrer und Autor
- Carl Friedrich von Gärtner (1772–1850), deutscher Botaniker und Arzt, siehe Karl Friedrich von Gärtner
- Carl Heinrich Gärtner (1816–1881), deutscher Druckereiunternehmer
- Carl Hermann Moritz von Gärtner (1808–1871), deutscher Forstmann, Gutsbesitzer und Politiker
- Chris Gärtner, bürgerlicher Name von Chris Garden (* 1950), deutsche Sängerin, siehe Maxi & Chris Garden
- Christel Gärtner (* 1958), deutsche Soziologin und Hochschullehrerin
- Christian Gärtner (1705–1782), deutscher Fernrohrbauer und Astronom
- Christoph Gärtner (* 1964), deutscher Philatelist und Auktionator
- Claudia Gärtner (* 1971), deutsche römisch-katholische Theologin
- Claus Theo Gärtner (* 1943), deutscher Schauspieler
- Corbinian Gärtner (1751–1824), österreichischer Pater, Jurist und Historiker

### D
- Daniel Gärtner (* 1975), deutscher Bobfahrer
- Daniel Gärtner (Sportwissenschaftler) (* 1979), deutscher Sportwissenschaftler

### E
- Eberhard Gärtner (1942–2022), deutscher Romanist
- Edgar Gärtner (* 1949), deutscher Ökologe und Autor
- Eduard Gaertner (1801–1877), deutscher Maler und Lithograf
- Eduard Gärtner (Sänger) (1862–1918), österreichischer Sänger (Bass) und Komponist
- Elsa Gärtner (1914–nach 1952), deutsche Politikerin (SED), MdL Sachsen-Anhalt
- Emil Gärtner (1893–1971), deutscher Lehrer und NSDAP-Agitator
- Erich Gaertner (1882–1973), deutscher Lokalpolitiker, Oberbürgermeister von Osnabrück
- Ernst Gaertner (1841–1899), österreichischer Bauingenieur, k.k. Baurat in Wien, Mitinhaber der Bauunternehmung Gebr. Klein, A. Schmoll & E. Gaertner
- Ernst Gärtner (* 1952), deutscher Druckereiunternehmer
- Ernst August Gaertner (1794–1862), deutscher Politiker, Unternehmer, Deichhauptmann und Philanthrop
- Erwin Gärtner (1910–1979), deutscher Bergingenieur und Wirtschaftsmanager
- Etienne Gärtner (1794–1866), deutscher Politiker
- Eugen Gärtner (Geigenbauer) (1864–1944), deutscher Geigenbauer
- Eugen Gärtner (1885–1980), deutscher Rabbiner
- Eugen Joseph Gärtner (1777–1859), deutscher Jurist und Mitglied der kurhessischen Ständeversammlung
- Eva Maria Schneider-Gärtner (* 1964), deutsche Politikerin (AfD)

### F
- Fabien Gärtner (* 1989), deutscher American-Football-Spieler
- Florian Gärtner (* 1968), deutscher Filmregisseur und Drehbuchautor
- Franz von Gaertner (Jurist) (1771–1838), deutscher Jurist
- Franz von Gaertner (Verwaltungsbeamter) (1817–1872), deutscher Verwaltungsbeamter
- Franz Gärtner (Schriftsteller) (1865–nach 1904), böhmisch-österreichischer Schriftsteller
- Franz Gärtner (Uhrmacher) (1884–??), deutscher Uhrmacher und Unternehmensgründer
- Franz von Gaertner (Offizier) (1895–1974), deutscher Offizier
- Franz-Günther von Gaertner (1928–2008), deutscher Jurist und Unternehmer
- Franz Xaver Gärtner (Architekt) (1925–1989), deutscher Architekt
- Franz Xaver Gärtner (Mediziner) (1925–2012), deutscher Mediziner, Hochschullehrer und Generalarzt
- Friedrich von Gärtner (1791–1847), deutscher Architekt
- Friedrich Gärtner (Maler) (1824–1905), deutscher Maler
- Friedrich Gaertner (Ökonom) (1882–1931), österreichischer Nationalökonom
- Friedrich Gärtner (Ministerialbeamter) (1882–1970), deutscher Ministerialbeamter
- Friedrich Wilhelm Abraham Gaertner (1764–1815), deutscher Justizbeamter
- Fritz Gärtner (eigentlich Friedrich Anton Gärtner; 1882–1958), deutscher Maler, Grafiker und Bildhauer

### G
- Georg Gärtner (Redakteur) (1864–1939), deutscher Redakteur, Schriftsteller und Übersetzer
- Georg Gärtner (1920–2013), deutscher Soldat
- Georg Gärtner (Botaniker) (* 1946), österreichischer Botaniker und Hochschullehrer
- Gottfried Gärtner (Philipp Gottfried Gärtner; 1754–1825), deutscher Apotheker und Botaniker
- Gudrun Gärtner (* 1958), deutsche Volleyballspielerin
- Günther von Gaertner-Griebenow (1856–1898), deutscher Diplomat
- Guntram Gärtner (* 1963), österreichischer Schachspieler
- Gustav Gärtner (1850–1929), deutscher Verwaltungsjurist und Politiker
- Gustav Gaertner (1855–1937), österreichischer Arzt und Pathologe

### H
- Hanna Gaertner (1899–1948), US-amerikanisch-österreichische Bildhauerin
- Hannelore Gärtner (1929–2015), deutsche Kunsthistorikerin und Hochschullehrerin
- Hannelore Gärtner (Lexikografin) (* 1942), Philologin und Lexikographin in Leipzig
- Hanns-Karl Gärtner (* 1924), deutscher Jurist und Richter
- Hans Gärtner (Landrat) (1881–1972), deutscher Verwaltungsjurist
- Hans Gärtner, Geburtsname von Jochanan Ginat (1908–1979), deutsch-israelischer Pädagoge
- Hans Gärtner (Philologe) (1934–2014), deutscher Klassischer Philologe und Medizinhistoriker
- Hans Gärtner (Pädagoge) (* 1939), deutscher Pädagoge
- Hans Armin Gärtner (1930–2022), deutscher Altphilologe
- Hans-Rudolf von Gaertner (1906–1982), deutscher Geowissenschaftler
- Harald Gärtner (* 1968), deutscher Fußballspieler
- Heidrun Gärtner (* 1965), deutsche Schauspielerin
- Heiko Gärtner (* 1979), deutscher Survival-Experte und Buchautor
- Heinrich Gärtner (Maler) (1828–1909), deutscher Maler
- Heinrich Gärtner (Sänger) (1860–1929), deutscher Theaterschauspieler, Opernsänger (Bass) und Theaterregisseur
- Heinrich Gärtner (Beamter) (1885–1952), deutscher Offizier und Nachrichtenmann
- Heinrich Gärtner (Kameramann) (1895–1962), österreichisch-spanischer Kameramann und Filmregisseur
- Heinrich Gärtner (SS-Mitglied) (1897–1963), deutscher SS-Brigadeführer und Generalmajor der Waffen-SS
- Heinrich Gärtner (Fußballspieler) (1918–2003), deutscher Fußballspieler
- Heinz Gärtner (Politiker, 1916) (1916–2001), deutscher Politiker (SPD) und Widerstandskämpfer
- Heinz Gärtner (Politiker) (1922–2019), österreichischer Politiker (SPÖ)
- Heinz Gärtner (Journalist) (* 1922), deutscher Journalist und Musikhistoriker
- Heinz Gärtner (Politikwissenschaftler) (* 1951), österreichischer Politikwissenschaftler und Publizist
- Helmut Gärtner (1932–1994), deutscher Physiker
- Henriette Gärtner (* 1975), deutsche Pianistin
- Heribert W. Gärtner (1955–2017), deutscher Psychologe, Theologe und Hochschullehrer
- Hermann von Gaertner (1818–1886), preußischer Generalmajor
- Hermann Gärtner (* 1934), deutscher Unternehmer (Porta Möbel)
- Hermine-Valeria Gärtner (1942–2018), deutsche Pathologin und Hochschullehrerin
- Hildesuse Gaertner (1923–2016), deutsche Skirennläuferin und Politikerin
- Holger Gärtner (* 1974), deutscher Psychologe und Hochschullehrer
- Holm Gärtner (* 1952), deutscher Schauspieler und Theaterregisseur
- Horst Gärtner (Mikrobiologe) (1911–2001), deutscher Mikrobiologe, Hygieniker und Hochschullehrer
- Horst Gärtner (Sportwissenschaftler) (1926/1927–1992), deutscher Sportwissenschaftler und Hochschullehrer

### I
- Irmgard Gaertner-Fichtner (1930–2018), deutsche Volkswirtin und Politikerin (SPD)

### J
- Jan Felix Gaertner (* 1976), deutscher Altphilologe
- Johann Gärtner (General) (1924–1997), deutscher Brigadegeneral der Luftwaffe der Bundeswehr
- Johann Gärtner (Politiker) (* 1950), deutscher Politiker (Die Republikaner)
- Johann Andreas Gärtner (1744–1826), deutscher Architekt
- Johann Ernst Gaertner (um 1740–1791), deutscher Steuerdirektor
- Johann Otto von Gaertner (1829–1894), königlich preußischer Generalleutnant
- Johannes Gaertner (1912–1996), deutschamerikanischer Kunsthistoriker
- Josef Gärtner (Architekt, 1867) (1867–1938), deutscher Architekt und Stadtbaumeister
- Josef Gärtner (Jurist) (1888–1968), österreichischer Jurist und Richter
- Josef Gärtner (Architekt, 1913) (1913–2001), Schweizer Architekt
- Joseph Gärtner (1732–1791), deutscher Botaniker
- Judith Gärtner (* 1972), deutsche evangelische Theologin
- Jürgen Gärtner (Mediziner) (1921–2016), deutscher Augenarzt und Hochschullehrer
- Jürgen Gärtner (* 1950), deutscher Mathematiker
- Jutta Gärtner (* 1961), deutsche Kinderärztin

### K
- Karl Gärtner (General) (1811–1869), deutsch-spanischer Generalmajor
- Karl Gaertner (Politiker) (1823–1886), deutscher Ingenieur, Unternehmer und Politiker (NLP)
- Karl Gärtner (Ministerialdirektor) (1897–1944), deutscher Ministerialbeamter
- Karl Christian Gärtner (1712–1791), deutscher Schriftsteller
- Karl Friedrich von Gärtner (Reichshofrat) († 1779), deutscher Reichshofrat
- Karl Friedrich von Gärtner (1772–1850), deutscher Botaniker und Arzt
- Karl Wilhelm Gärtner (1700–1760), deutscher Rechtswissenschaftler und Jurist
- Karl-Heinz Gärtner (* 1953), deutscher Basketballspieler und -trainer
- Kathryn Gärtner, Ehename von Kathryn Ekengren (* 1948), schwedische Badmintonspielerin
- Klaus Gärtner (Tiermediziner) (1927–2017), deutscher Tiermediziner
- Klaus Gärtner (Politiker, Januar 1945) (1945–2022), deutscher Politikwissenschaftler und Politiker (FDP), MdB
- Klaus Gärtner (Politiker, November 1945) (* 1945), deutscher Pädagoge und Politiker (GAL), MdHB
- Klaus Gärtner (Bildhauer) (* 1957), deutscher Bildhauer
- Klaus Gärtner (Handballtrainer) (* 1975), deutscher Handballtrainer
- Konstantin von Gaertner (1805–1885), deutscher Landrat
- Kurt Gärtner (Politiker) (1879–1944), deutscher Politiker (SPD)
- Kurt Gärtner (Mediävist) (* 1936), deutscher Mediävist

### L
- Lars Gärtner (* 1974), deutscher Schauspieler
- Lothar Gärtner (* 1948), deutscher Maler
- Ludwig Gärtner (Heimatforscher) (1864–1953), deutscher Rentmeister, Sammler und Heimatforscher
- Ludwig Gärtner (1919–1995), deutscher Fußballspieler
- Luise Kött-Gärtner (* 1953), deutsche Künstlerin
- Lukas Gärtner (* 1995), deutscher Eishockeyspieler
- Lutz Gärtner (* 1944), deutscher Fußballspieler

### M
- Manfred Gärtner (Fußballspieler, 1939) (* 1939), deutscher Fußballspieler
- Manfred Gärtner (Fußballspieler, 1940) (* 1940), deutscher Fußballspieler
- Manfred Gärtner (Wirtschaftswissenschaftler) (* 1949), deutscher Wirtschaftswissenschaftler und Hochschullehrer
- Margrit Gärtner, deutsche Managerin, Geschäftsführerin der Leuna-Sanierungsgesellschaft und Richterin am Landesverfassungsgericht Sachsen-Anhalt
- Marie Gärtner (1877–nach 1959), Sängerin (Sopran)
- Marlène Gärtner-Dubois (1930–2009), deutsch-liechtensteinische Malerin und Grafikerin
- Martin Gärtner (1901–1972), deutscher Politiker (BP), MdL Bayern
- Matthias Gärtner (Politiker) (* 1972), deutscher Politiker (PDS), MdL
- Matthias Gärtner (Politiker, 1984) (* 1984), rechtsextremer deutscher Politiker (NPD)
- Matthias Gärtner (Schauspieler) (* 1992), deutscher Schauspieler
- Max Gaertner (* 1986), deutscher Musiker, Autor und Dozent
- Meike Gärtner, bürgerlicher Name von Maxi Garden (* 1974), deutsche Sängerin, siehe Maxi & Chris Garden
- Michael Gärtner (Theologe) (* 1955), deutscher evangelischer Theologe
- Michael Gärtner, Pseudonym des deutschen Neonazis und verurteilten Holocaustleugners Germar Rudolf (* 1964)
- Moritz Gärtner (* 2001), deutscher Volleyballspieler

### N
- Nikolas Gaertner (1848–1913), österreichischer Industrieller

### O
- Otto Gärtner (1923–2015), deutscher Journalist und Redakteur

### P
- Paul Gärtner (1877–nach 1952), deutscher Illustrator und Autor
- Peter Gärtner (Politiker) (1812–1889), deutscher Lehrer, Lyriker und bayerischer Landtagsabgeordneter
- Peter Gaertner (Architekt) (1863–1932), deutscher Architekt und Bauunternehmer
- Peter Gärtner (Politikwissenschaftler) (* 1957), deutscher Politikwissenschaftler

### R
- Raimund Gaertner (1888–1970), deutscher Zahnmediziner und Verbandsfunktionär
- Reinhard Gärtner (1944–2022), deutscher Fußballspieler
- Reinhold Gärtner (* 1955), österreichischer Politikwissenschaftler
- Renate Gärtner (* 1952), deutsche Hochspringerin
- Richard Gärtner (1837–1918), deutscher Offizier und Kommunalpolitiker, Mitglied des Kurhessischen Kommunallandtags
- Robert Gärtner (1894–1951), deutscher Agrarwissenschaftler und Hochschullehrer
- Roland Gärtner (* 1947), deutscher Endokrinologe und Hochschullehrer
- Rolf Gärtner (1948–2018), deutscher Kaufmann und Bauhaus-Experte
- Rudolf Gaertner (1817–1880), deutscher Verleger
- Rudolf Gärtner (Schriftsteller) (1875–1952), deutscher Mundartdichter
- Rudolf Gärtner (Elektrotechniker) (1913–2009), deutscher Hochspannungstechniker und Hochschullehrer
- Rudolf Gärtner (Jurist) (* 1935), deutscher Jurist, Rechtswissenschaftler und Hochschullehrer

### S
- Sebastian Gärtner (* 1993), deutscher Fußballspieler
- Skylar Gaertner (* 2004), US-amerikanischer Schauspieler
- Sophie Gärtner (1880–1974), österreichische Politikerin und Vereinsfunktionärin
- Stefan Gärtner (* 1973), deutscher Satiriker und Autor
- Susanne Gärtner (* 1974), deutsche Schauspielerin

### T
- Theodor Gärtner (1849–1929), deutscher Lehrer, Bibliothekar und Historiker
- Thomas Gärtner (* 1969), deutscher Altphilologe
- Tobias Gärtner (* 1973), deutscher Mittelalterarchäologe

### U
- Ulrich Gärtner (* 1966), deutscher Zellbiologe
- Ursula Gärtner (Politikerin) (1901–1989), deutsche Politikerin (SPD)
- Ursula Gärtner (Philologin) (* 1965), deutsche Altphilologin

### V
- Valeria Gärtner (1942–2018), deutsche Pathologin und Hochschullehrerin, siehe Hermine-Valeria Gärtner

### W
- Walter Gärtner (Mediziner) (1899–1952), deutscher Psychiater und Hochschullehrer
- Walter Gärtner (Rennfahrer), deutscher Automobilrennfahrer
- Walter Gärtner (Fotograf) (1917–1993), deutscher Fotograf
- Walter Lothar Gärtner (1902–1979), deutscher Instrumentenbauer
- Werner Gärtner (1892–1969), deutscher Journalist und SA-Obersturmführer
- Wilhelm Gärtner (Schriftsteller) (1811–1875), österreichischer Schriftsteller
- Wilhelm Gärtner (Lehrer) (1885–1952), österreichischer Gymnasiallehrer, Volksbildner und Heimatforscher
- Willy Gaertner (1899–1976), deutscher Rechtsanwalt und Notar
- Wolfgang Gärtner (Philosoph) (* 1948), deutscher Philosoph
- Wolfgang Gärtner (Chemiker) (* 1952), deutscher Chemiker und Hochschullehrer
- Wulf Gaertner (* 1942), deutscher Volkswirt und Hochschullehrer